# Miriam Dominikowska
Miriam Dominikowska (ur. 10 września 2001 r. w Poznaniu) – polska lekkoatletka.

## Historia
Miriam od urodzenia choruje na czterokończynowe mózgowe porażenie dziecięce. Dzięki intensywnej rehabilitacji jest w stanie chodzić. Uczęszczała do szkoły podstawowej nr 54 w Poznaniu, gimnazjum im. Stanisława Kostki w Poznaniu oraz IV Liceum Ogólnokształcącego w Poznaniu. Uzyskała 2 miejsce w plebiscycie Głosu Wielkopolski w kategorii „sportowiec dekady” dla kobiet.

## Wyniki
| Rok  | Zawody             | Miejscowość | Konkurencja              | Czas  | Pozycja    |
| ---- | ------------------ | ----------- | ------------------------ | ----- | ---------- |
| 2021 | Mistrzostwa Europy | Bydgoszcz   | Bieg na 100 metrów (RR1) | 23,59 | 1. miejsce |